# Charlotta Eckerman

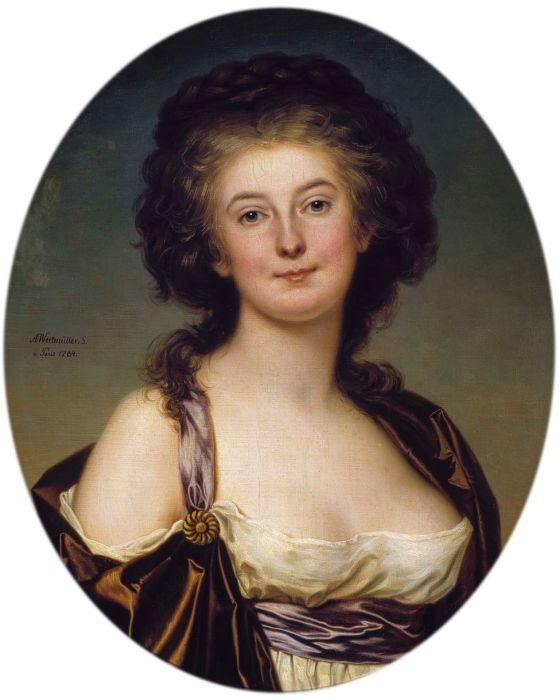
„Mademoiselle Charlotte Eckerman“, Gemälde von Adolf Ulrik Wertmüller, 1784. Es wird angenommen, dass das Gemälde von Gustaf Mauritz Armfelt in Auftrag gegeben wurde, mit dem sie zu dieser Zeit eine Beziehung hatte.

Beata Charlotta (Charlotte) Eckerman (* 7. Juni 1759 in Linköping; † 16. Januar 1790 in Stockholm) war eine schwedische Opernsängerin und Schauspielerin. Sie war auch eine sehr bekannte Kurtisane während der Gustavianischen Ära und von 1779 bis 1781 die offizielle königliche Mätresse von Karl XIII. von Schweden.

## Leben
Charlotta Eckerman war die Tochter von Bengt Edvard Eckerman, einem Rittmeister der königlichen Skånska Husaren, und der Dichterin und Verlegerin Catharina Ahlgren. Der Vater war der Cousin von Carl Fredrik Ekerman, Sprecher der Bürger im Schwedischen Parlament, und die Mutter war zeitweise Kammerfrau von Königin Luise Ulrike von Preußen. Charlottes jüngere Schwester war Julie Eckerman. Die Ehe war der Überlieferung zufolge von wirtschaftlichen Schwierigkeiten geprägt, und ein weiteres Kind, ein Sohn wurde von Bengt Edvard Eckerman nicht als der seine anerkannt. Die Ehe endete 1770 mit einer Scheidung. Danach kam sie und ihre Schwester in die Obhut des Vaters. Sie verstanden sich nicht mit ihrer Stiefmutter und scheinen schon früh von zu Hause weggezogen zu sein.
Charlotta Eckerman war 1774 bei der Theatertruppe Stenborgs Sällskap und 1776–81 als Sängerin an der Königlichen Oper in Stockholm engagiert. Sie war 1774 zusammen mit einigen anderen Schauspielern der Stenborgs Sällskap von Gustav III. nach Schloss Gripsholm gerufen worden. Der König hatte gerade die Königliche Oper gegründet und war auf der Suche nach Talenten. Dem König sagte ihr schauspielerisches Talent zu und er beauftragte die Hofdame Maria Aurora Uggla, den Star des adeligen Amateurtheaters am königlichen Hof, sie in der Rolle der „Mechtild“ in der Oper Birger jarl von Gustaf Fredrik Gyllenborg und Gudmund Jöran Adlerbeth zu unterrichten, nachdem die Rolle von Elisabeth Olin abgelehnt worden war. Charlotte Eckerman hatte in dieser Rolle an der Königlichen Oper in Stockholm großen Erfolg und wurde angestellt. Nachdem sie als für das Ballett als ungeeignet beurteilt worden war, erhielt sie einen Platz im Chor. Ihre Stimme galt allerdings als schwach. Ihre Schönheit und Persönlichkeit wurden jedoch bewundert und sie galt als fähige Schauspielerin.
Eckerman wurde daher neben Ulrica Rosenlund wegen ihres dramatischen Talents sehr empfohlen und gehörte zu den Mitarbeitern der Oper, die ihr Talent nicht nur als Sängerin, sondern auch als Schauspielerin in Sprechrollen, den theatralischen Darbietungen, die vor der Eröffnung des Königlichen Dramatischen Theaters 1788 gelegentlich in der Oper gegeben wurden, unter Beweis stellten.
Eckerman war ab 1774 als Kurtisane tätig. 1779 wurde sie die offizielle Mätresse des Bruders des Königs, Herzog Karl, des späteren Karl XIII. von Schweden. Gerüchten zufolge nahm Karl Eckerman auf Anraten seines Bruders, Prinz Friedrich Adolf von Schweden, als Mätresse, da er sie für höflicher gegenüber Karls Gemahlin hielt als seine erste Wahl, Gräfin Maria Sophia Rosenstierna. Herzog Karl unterhielt ohnehin eine eher inoffizielle Beziehung zu der Ballerina Charlotte Slottsberg, die jedoch keine offizielle Anerkennung erfuhr. Die Beziehung zwischen Karl und Eckerman löste wegen allgemeiner Sympathie für die Gemahlin Karls, Hedwig von Schleswig-Holstein-Gottorf, die sehr beliebt war, einen Skandal aus. Herzog Karl versuchte, König Gustav III. dazu zu bewegen, sich auch eine offizielle Mätresse zu nehmen, und Eckerman schlug die französische Abenteurerin Madame Monzouve (oder de Monzouvre) vor, aber der Plan scheint nicht erfolgreich gewesen zu sein. 1781 beendete Karl die Beziehung. Es wurde gemunkelt, dass die Beziehung wegen des Skandals endete, aber in Wirklichkeit war es wohl eher so, dass Karl die Trennung als notwendig erachtete, nachdem er in die Freimaurer aufgenommen worden war. Bald darauf ging er aber eine weitere Liebesaffäre mit Françoise-Éléonore Villain einging.
Nachdem Eckerman nicht mehr unter dem Schutz des Bruders des Königs stand, entwickelte sich eine Hofintrige. Eckerman war bei König Gustav III. unbeliebt, offenbar weil sie ihn nicht ausreichend bewunderte und ein Talent dafür hatte, die herrschenden Zustände zu karikieren. Der König veranlasste ihre Entlassung aus der Oper und ließ sie aus Schloss Drottningholm verbannen. Außerdem befahl er Baron Carl Sparre, dem Gouverneur (Överståthållaren) der Stockholms län, sie zu verhaften und in das Långholmens spinnhus, das Frauengefängnis, zu schicken. Als Grund gab er an, dass sie ein Kind geboren und heimlich ermordet habe und dass sie an der Verbreitung von Gerüchten über die Legitimität des Thronfolgers beteiligt gewesen sei. Sparre, zufällig der Geliebte von Eckermans Schwester Julie, wusste um die Abneigung des Königs gegen Eckerman. Sparre untersuchte die Anschuldigungen und konnte nichts finden, was darauf hindeutete, dass sie einen Kindermord begangen hatte. Charlotte Eckerman bestritt die Anschuldigung, Gerüchte über die Legitimität des Kronprinzen verbreitet zu haben. Sparre weigerte sich daraufhin, sie zu verhaften, und wies darauf hin, dass es gegen das schwedische Recht verstoße, wenn ein Monarch die Freiheit eines Bürgers bedrohe, ohne dass ein Gericht ein Urteil gefällt habe. Die ganze Angelegenheit endete in Schweigen. Eckerman wurde nicht ins Gefängnis gesteckt, und der König erwähnte die Angelegenheit nicht weiter. Kurz darauf verließ Eckerman das Land, möglicherweise auf Veranlassung des Monarchen.
Charlotta Eckerman lebte später in Paris in Frankreich, wo sie unter dem Namen Madame Ahlgren als Kurtisane arbeitete. Während dieser Zeit wurde sie von dem Künstler Adolf Ulrik Wertmüller porträtiert, wobei das Gemälde wahrscheinlich von ihrem damaligen Verehrer Gustaf Mauritz Armfelt in Auftrag gegeben wurde. 1784 arrangierte Gustaf Mauritz Armfelt ein Treffen mit Gustav III. während seines offiziellen Besuchs in Frankreich, bei dem sie sich mit dem Monarchen versöhnte und nach Schweden zurückkehren durfte. In diesen Jahren unternahm sie eine Reise durch Italien, was für eine alleinstehende Frau in dieser Zeit ungewöhnlich war. Im Jahr 1786 kehrte sie nach Schweden zurück. Charlotte Eckerman wurde nun als Spionin aktiv. Sie erhielt von den Behörden ein Taschengeld dafür, dass sie als Kurtisane die in Stockholm stationierten ausländischen Botschafter ausspionierte. Zum Zeitpunkt ihres Todes war sie die Geliebte des niederländischen Botschafters in Schweden, Baron van der Bork.
Sie starb während einer Behandlung nach dem Animalischen Magnetismus durch Anders Sparrman.
Charlotta Eckerman ist die Hauptfigur des 2019 erschienenen historischen Romans Kurtisanen („Die Kurtisane“) von Anna Laestadius Larsson.